# Endel (Vorname)
Endel [ˈɛn.dɛl] ist ein estnischer männlicher Vorname.

## Herkunft
Beim Namen Endel handelt es sich um die männliche Form des weiblichen Vornamens Endla, der seinerseits vom Namen eines estnischen Sees abgeleitet ist, dessen Ursprung wiederum im mittelalterlichen Personennamen Ent oder Endo liegt.

## Verbreitung
Der Name Endel ist in erster Linie in Estland verbreitet und dort geläufig.

## Namenstag
Der Namenstag wird in Estland am 3. Mai gefeiert.

## Namensträger
- Endel Lippmaa (1930–2015), estnischer Physiker und Politiker
- Endel Loide (1900–1976), estnischer Schriftsteller und Journalist, bürgerlich Endel Rätsep
- Endel Mallene (1933–2002), estnischer Übersetzer und Literaturkritiker
- Endel Nirk (1925–2018), estnischer Literaturwissenschaftler
- Endel Nõgene (* 1950), estnischer Dirigent
- Endel Pool (1923–2021), US-amerikanisch-estnischer Ingenieur und Soldat
- Endel Puusepp (1909–1996), sowjetischer Pilot estnischer Abstammung
- Endel Tulving (1927–2023), kanadischer Psychologe estnischer Herkunft
- Endel Vaher (1925–2019), estnischer Theologe, Übersetzer und Verleger, bekannt als Vello Salo

Zwischenname
- Erik Endel Paartalu (* 1986), australischer Fußballspieler estnischer Herkunft
- Lars Endel Roger Vilks (1946–2021), schwedischer Künstler